# Карандаш (художник)
Карандаш (наст. имя — Цветан Иванов Цеков; 24 ноября 1924 года, с. Махалата, Болгария — 2 февраля 2010 года, София, Болгария) — болгарский художник-карикатурист и иллюстратор.

## Биография
Родился в селе Махалата (ныне часть города Искыр) в Плевенской области Болгарии. 

В 1947 году окончил отделение живописи Высшего института изобразительного искусства (класс профессора Дечко Узунова). Ещё до поступления изучал основы рисунка у знаменитого болгарского карикатуриста Илии Бешкова.

Псевдоним «Карандаш» ему придумал журналист, главный редактор газеты «Нашенец» Стоян Нейков. 

Сооснователь и член редакционной коллегии сатирической газеты «Стыршел». Карандаш регулярно публикует в этом издании карикатуры, для которых характерны острая политическая тематика, лаконичность рисунка и отсутствие текста. 

Кроме карикатуры, Карандаш делал плакаты и иллюстрации — в частности, к детским книгам Асена Босева и болгарского детского писателя Михаила Лыкатника (наст. имя Михаил Георгиев Арнаудов, 1920—1974). 

Карандаш участвовал в международных выставках карикатуры в Берлине, Пекине, Будапеште, Монреале, Токио, Братиславе и других городах. На выставке «Сатира в борьбе за мир» (Москва, 1969 г.) получил золотую медаль. Персональные выставки в Софии, Пелово (ныне Искыр) и Плевене. 

Получил первую премию в области карикатуры, носящую имя Илии Бешкова, от Союза болгарских художников. Двукратный кавалер ордена «Кирилл и Мефодий» II степени. 

Последние десятилетия занимался исследованиями золотого сечения и геометрии в творчестве Леонардо да Винчи. 

5 мая 2005 года Карандаш прочитал свою первую публичную лекцию по этой теме в рамках весеннего лектория «Единство времён». Также в 2005 году он основал Лабораторию нестандартной геометрии. 10 апреля 2006 года он вместе со своими коллегами впервые рассказал о деятельности этой лаборатории в зале Нового болгарского университета. Впоследствии он проводил лекции по этой теме в Болгарской академии наук и Федерации научно-технических союзов. 

В 2009 году подготовил серию статей для журнала «Списание 8», из которых была опубликована только одна. 

24 ноября 2009 года в Национальной библиотеке «Святые Кирилл и Мефодий» под патронажем Министерства культуры Болгарии была открыта юбилейная выставка «В лабиринте Леонардо».
В СССР карикатуры Карандаша были опубликованы в альбоме, выпущенном издательством «Советский художник» (серия «Мастера карикатуры социалистических стран») — «Карандаш (Цветан Цеков)» (1972), а также печатались в сатирическом журнале «Крокодил».